# Patryk Rozgwiazda
Patryk Rozgwiazda (ang. Patrick Star) – postać fikcyjna, jeden z głównych bohaterów amerykańskiego serialu animowanego SpongeBob Kanciastoporty.
Angielska nazwa postaci (ang. Patrick Star) stała się źródłem dla nazwy gatunku rozgwiazd Astrolirus patricki, opisanej w 2020 przez chińskich naukowców.

## Opis
Patryk jest różową rozgwiazdą, noszącą tylko seledynowe spodenki. Mieszka pod wielkim głazem, jest leniwy oraz gruby, specjalizuje się w nierobieniu niczego. Ma sąsiadów Skalmara Obłynosa oraz SpongeBoba Kanciastoportego, który jest jego najlepszym przyjacielem, z którym zapoznał się jako dziecko. 

### Rodzina
Jest synem Margie i Herba Rozgwiazdów, wnukiem Billy Boba Stara oraz Maw Tucket, ma siostrę Sam.